# Peridot

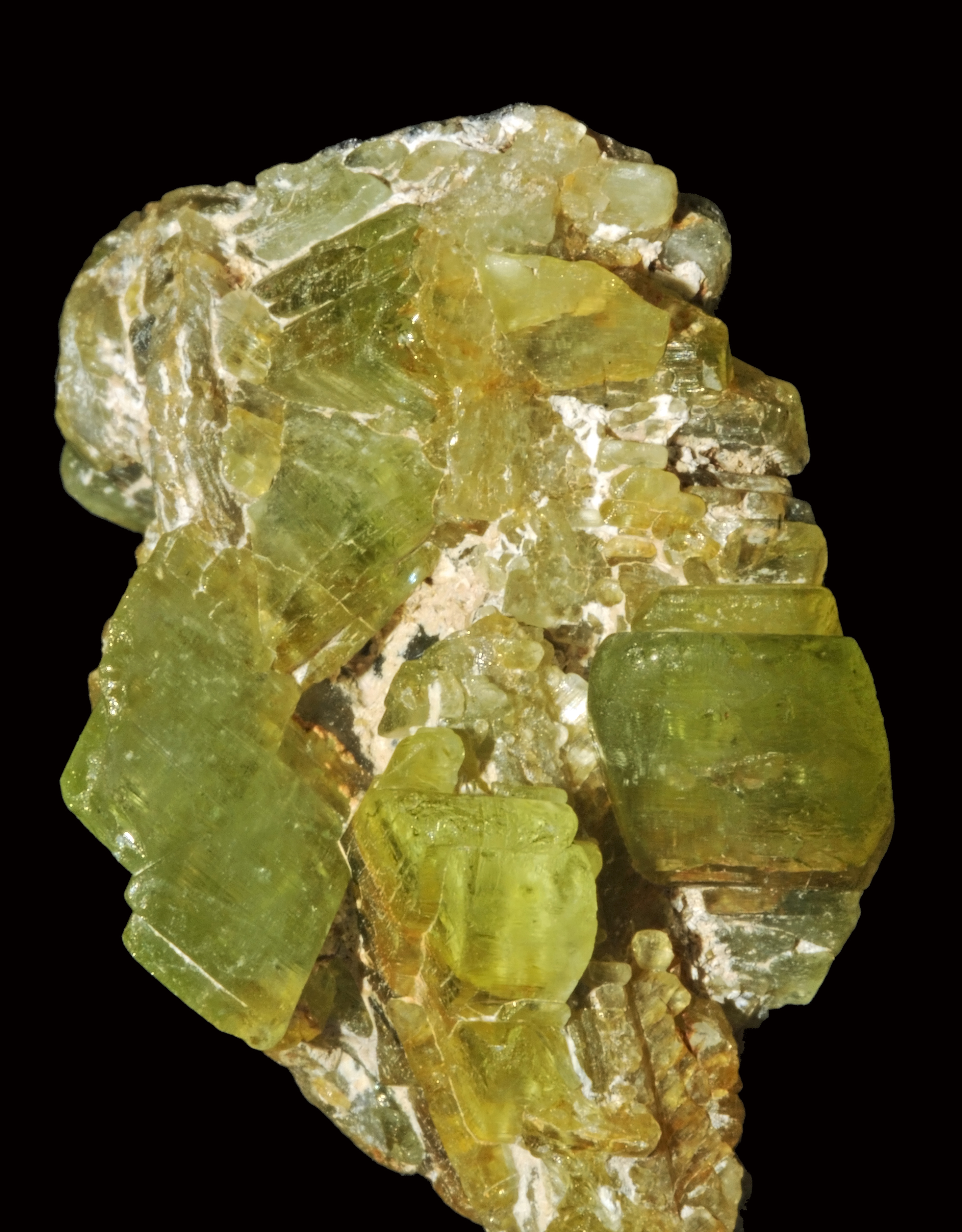
Peridot-Kristallstufe aus Khyber Pakhtunkhwa, Pakistan

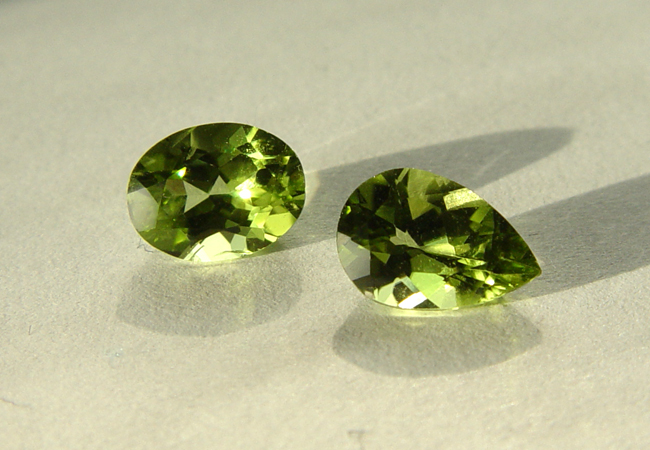
Oval und in Tropfenform geschliffene Peridote aus China

Peridot, auch Chrysolith genannt, ist eine besonders reine Varietät des Minerals Olivin. Das hellgrüne, durchsichtige Mineral wird als Schmuckstein verwendet.
Peridot ist die magnesiumreiche Art von Olivin (Forsterit) mit einer Zusammensetzung, die sich Mg2SiO4 annähert. Seine Kristalle sind orthorhombisch, und seine Härte ist leicht geringer als die von Quarz.
Ein Gestein, das aus >40 % Peridot besteht, wird als Peridotit bezeichnet.

## Name
Die Herkunft des im Mittelalter im englischen und französischen Sprachraum in vielen Varianten auftretenden Namens „Peridot“ ist unklar. Zu den möglichen Ursprüngen gehören lateinisch paederos ‚Opal‘ und arabisch فريدة, DMG farīda ‚einzigartig‘ als Bezeichnung für einen kostbaren Edelstein.
„Chrysolith“ („Goldstein“, „goldgelber Edelstein“; von altgriechisch χρυσός chrysós, deutsch ‚Gold‘, und λίθος líthos, deutsch ‚Stein‘) war in der Antike meist die Bezeichnung für gelben Quarz (Goldtopas). Später wurde daraus eine heute nicht mehr gebräuchliche mineralogische Sammelbezeichnung für Schmucksteine mit grün-goldenen Reflexen, insbesondere (seit dem Mittelalter) Peridot, aber auch Prehnit- und Apatitvarietäten.

## Vorkommen
Während Olivin ein weit verbreitetes Mineral ist, tritt Peridot von Edelsteinqualität selten auf – eine Folge der chemischen Instabilität des Minerals an der Erdoberfläche. Kleine Peridotkristalle werden auch in vulkanischem Basalt und in Meteoriten gefunden.
Der frühste bekannte Abbau von Peridot erfolgte etwa im Jahr 70 auf der St.-Johannes-Insel im Roten Meer. Die meisten frühen Peridotsteine stammten von dort, und auch heute noch wird dort in geringem Ausmaß Peridot abgebaut. Später wurden vor allem in Myanmar (Burma) große Peridotsteine (20 bis 40 Karat) von ausgezeichneter Qualität abgebaut, aber seit der Unabhängigkeit des Landes kam der Export weitgehend zum Erliegen.
Heute wird der meiste Peridot in den USA abgebaut, 1993 beispielsweise im Wert von insgesamt 1,3 Mio. US-Dollar. 80 % bis 95 % des weltweit verwendeten Peridot stammt aus der Peridot Mesa in der San Carlos Apache Indian Reservation in Arizona. Weitere US-Lagerstätten finden sich in New Mexico (Buell Park, Kilbourne Hole und Potrillo Mar). Zu den weiteren Peridot-Abbaugebieten gehören andere Orte in den USA, China, Sri Lanka und Pakistan, wo 1994 neue Vorkommen entdeckt wurden.

## Verwendung als Schmuckstein
Peridot ist von hellgrüner Farbe mit einer Variationsbreite von gelbgrün bis olivgrün. Es sind aber auch bräunliche Varietäten bekannt. Peridot wird bisweilen mit Smaragd und anderen grünen Schmucksteinen verwechselt, wie unter anderem Chrysoberyll, Diopsid, Moldavit sowie Granat- (Demantoid), Quarz- (Prasiolith, Prasem) und Turmalinvarietäten (Cromolith, Verdelith).
Bereits im Alten Testament wird Peridot (als pitdah) erwähnt, und im alten Rom wurde der Stein als „Abendsmaragd“ geschätzt, weil er sich leicht durch Lampenlicht erhellen lässt. Im Mittelalter gehörte Peridot häufig zum Kirchenschmuck; vermutlich wurden Peridotsteine von Kreuzfahrern nach Europa gebracht. Dem Stein wurden Heilkräfte zugeschrieben, ebenso wie die Macht, böse Geister zu vertreiben.